# 克里奥巴斯·德拉米尼
克里奥巴斯·西波·德拉米尼（Cleopas Sipho Dlamini，1952年12月26日—）是斯威士兰商界高管，曾于2021年至2023年担任斯威士兰首相。他接替了以代理身份担任该职的腾巴·马苏库，而马苏库则是在前任正任首相安布罗斯·曼德武洛·德拉米尼于2020年12月去世后接任的。在被任命为首相之前，克里奥帕斯曾担任斯威士兰王国公共养老金基金的首席执行官，还曾担任斯威士兰参议院议员。

## 斯威士兰总理
2021年7月16日，在斯威士兰爆发大规模反对君主制的政治动荡之后，国王姆斯瓦蒂三世在位于首都姆巴巴内以南约20公里的卢齐齐尼王室村举行的大型全国对话上宣布任命克里奥巴斯·德拉米尼为新任首相。克里奥帕斯·德拉米尼于2021年7月19日宣誓就职，并同时宣誓成为斯威士兰议会议员。他于7月20日上午主持了他的首次内阁会议。2021年10月，他与教育部长霍华德·马布扎女士共同谴责了反对君主制、支持民主的学生抗议活动，抗议最终导致学校被关闭。